# Varig
VARIG – nieistniejące brazylijskie linie lotnicze z siedzibą w São Paulo. Linie zaprzestały działalności w 2006, a w 2007 ogłosiły bankructwo.

## Flota
- 11 Boeing 737-300
- 4 Boeing 737-700 (2 zamówione)
- 7 Boeing 737-800 (18 zamówione)
- 1 Boeing 767-200ER
- 10 Boeing 767-300ER